# パパ・ヘミングウェイ
『パパ・ヘミングウェイ』(PAPA HEMINGWAY)は、1979年10月25日に発売された加藤和彦の5枚目のソロ・アルバムである。 加藤のワーナー・パイオニア移籍第1弾作品で、安井かずみとのコンビによるコンセプト・アルバム『ヨーロッパ三部作』の1作目としてバハマとマイアミでレコーディングされた。

## 解説
『パパ・ヘミングウェイ』は、アーネスト・ヘミングウェイの生涯をテーマにしたアルバムである。以前からヘミングウェイの作品を愛読していた加藤と安井は、ヘミングウェイが生きた時代の世界観を表現するため、多数の資料にあたって時代考証の正確さを期すべく準備を重ねたうえで楽曲を作り、作家ゆかりの地であるナッソーのコンパス・ポイント・スタジオと、マイアミのクライテリア・スタジオでレコーディングを行なった。当時、海外レコーディングといえば現地のミュージシャンを起用することが通例だったが、加藤はサディスティック・ミカ・バンドからの僚友である小原礼と高橋幸宏、前作『ガーディニア』にも参加した坂本龍一、そして高橋と坂本が所属するYMOのツアーサポートメンバーとなる大村憲司を海外に同行させて合宿によるレコーディングを敢行し、ミュージシャンが日常生活から解き放たれ、現地の空気に触れることで生まれるテンションの高まりをアルバム制作に活かそうとした。レコーディング・スケジュールは、日本から持参した楽曲をもとにバハマで詞を書き、同地でリズム体を収録し、マイアミでストリングス、ホーン、キーボードなどを加え、東京で最終的なオーバーダビングが行われた。なお、本作のレコーディングではヴォーカルやストリングス、ホーンなどの収録にダブルトラックが多用されている。
本作収録曲のうち、「アドリアーナ」「サン・サルヴァドール」「ジョージタウン」「アラウンド・ザ・ワールド」の4曲は、2017年リリースの高橋幸宏監修・選曲によるコンピレーション・アルバム『ヨーロッパ三部作・ベストセレクション』に収録された。

## アートワーク
アート・ディレクションは奥村靫正が手がけ、フロント・カバーは礼服をモチーフにデザインされた。バック・カバーと歌詞カードにはトシ矢嶋が撮影した海外滞在時のスナップや南国をイメージしたイラストなどがコラージュされている。バック・カバーの写真は加藤がバハマの海岸の波打ち際にうつ伏せになって撮影したもので、歌詞カードには今野雄二が失われた世代などに言及したライナーノーツを書いている。これらは1988年に本作が初めてCD化された際に金子國義デザインのものに変更されたが、2004年のリイシューで再び元のデザインに戻されている。なお、初発売時のレコード帯には、以下のキャッチコピーが記載されていた。
帯のコピーはCBSソニー移籍後の1983年再発に際し、以下の通り変更された。

## リミックス
『ヨーロッパ三部作』のリリースが完結した翌年の1982年、三部作から選ばれた曲にデジタル・リミックスを施したコンピレーション・アルバム『アメリカン・バー』がワーナー・パイオニアから発売された。これは全体の音像、イントロ、ヴォーカルなどにオリジナル・ミックスと異同が見られるもので、一例としては、本作から選曲された「レイジー・ガール」に入っていた佐藤奈々子のヴォーカルがカットされている点が挙げられる。このリミックス音源は加藤がソニー移籍後の1985年リリースのコンピレーション・アルバム『Le Bar Tango』や、1988年と2004年の『ヨーロッパ三部作』リイシューでも用いられたが、2014年に初出時のオリジナル音源が初CD化された。

## 収録曲
- 全作詞：安井かずみ、全作編曲：加藤和彦
- アナログ・レコードでは#1~4までをA面、#5~9をB面にそれぞれ収録。
- 曲名と楽曲の時間表記は初出アナログ・レコードに基づく。

1. スモール・キャフェ (SMALL CAFÉ)  –  (5:09)
タンゴ風の楽曲。加藤によれば、この曲はヨーロッパ三部作を作るきっかけになった作品で、バハマでのセッションの最後に偶然できた唯一のヨーロッパ的な曲だという[2]。
2. メモリーズ (MEMORIES)  –  (5:16)
この楽曲と#8に入っているスティールパンの演奏は、加藤と安井がバハマ滞在時に宿泊していたホテルに所属していたミュージシャンによるもので、エグゼクティブ・プロデューサーの折田育造によれば、加藤がホテルのアトラクションでの演奏を気に入り、交渉の末レコーディングに参加してもらったという[5]。
3. アドリアーナ (ADRIANA)  –  (4:53)
ヘミングウェイと親交があったイタリア人女性、アドリアーナ・イヴァンチッチ[10]をモデルにした楽曲。
4. サン・サルヴァドール (SAN SALVADOR)  –  (3:41)
サン・サルバドル島を舞台にした楽曲。
5. ジョージタウン (GEORGETOWN)  –  (4:42)
ガイアナの港町を舞台にした楽曲。
6. レイジー・ガール (LAZY GIRL)  –  (5:25)
7. アラウンド・ザ・ワールド (AROUND THE WORLD)  –  (4:25)
この楽曲は加藤のワーナー移籍第1弾シングルとして、#5との両A面扱いでリリースされた。
8. アンティルの日 (THE DAY OF ANTILLES)  –  (2:22)
アンティル諸島を舞台にしたカリプソ風のインストゥルメンタル。
9. メモリーズ (リプライズ) (MEMORIES-REPRISE)  –  (1:48)
#2のアウトロにあたるインストゥルメンタル。原曲とはミキシングが異なっている。

### ボーナス・トラック
- 2014年にリットーミュージックから発売されたCD付き書籍『バハマ・ベルリン・パリ ヨーロッパ3部作』の当該CD(RMKS-005)には以下のボーナス・トラックが2曲追加されている。
- 時間表記は前記CDに基づく。

1. ソルティ・ドッグ (SALTY DOG)  –  (4:18)
加藤がザ・ベンチャーズに提供した楽曲のセルフカバーで、『パパ・ヘミングウェイ』発表後に録音され、#6とのカップリングでシングルのみリリースされた。
2. アラウンド・ザ・ワールド  –  ダブ・ヴァージョン (AROUND THE WORLD  –  DUB VERSION)  –  (3:54)
#7のダブ・ミックス。次作アルバム『うたかたのオペラ』の初回プレス分に7インチEP盤で封入された。

## クレジット
- All Songs Written, Arranged, Sung & Produced by Kazuhiko Kato
- Lyrics by Kazumi Yasui
- Strings & Horns Arranged by Ryuichi Sakamoto
- Strings & Horns Coordinated by Mike Lewis
- Executive Producer  –  Ikuzo Orita
- Special Production Collaboration by Yoshiaki Nitta, Music Unlimited Ltd.
- Album Recorded
  - Compass Point Studios, Nassau, Bahamas
  - Criteria Recording Studios, Miami, Florida. U.S.A
  - Hitokuchizaka Studios, Tokyo, Japan
- Engineers
  - Jack Nuber & Steve Stanley (Compass Point)
  - Jerry Masters (Criteria)
  - Kazuo Shima (Hitokuchizaka)
- Assistant Engineers
  - Cass Rigby & Horace Pierre (Compass Point)
  - Sam Tayler (Criteria)
  - Masayoshi Okawa & Masato Kitagawa (Hitokuchizaka)
- Album Remixed at Hitokuchizaka Studios, Tokyo
  - Engineers  –  Kazuo Shima & Kazuhiko Kato
  - Assistant Engineer  –  Masato Kitagawa
- Mastered at Hitokuchizaka Studios, Tokyo
  - Engineer  –  Kazuo Shima
- Cover & Inside Liner Designed by Yukimasa Okumura/THE STUDIO
  - Photos by Toshi Yajima

### ミュージシャン
- Kazuhiko Kato  –  Vocal, Guitar, Wood Block, Whistle
- Kenji Omura  –  Guitar, Vibraslap, Cabasa
- Ray Ohara  –  Bass
- Yukihiro Takahashi  –  Drums, Bell, Tambourine
- Ryuichi Sakamoto  –  Acoustic Piano, Fender Rhodes, Wurlitzer Organ, Clavinet, Synthesizer, Vocoder
- Mike Lewis[注釈 9]  –  Alto Saxophone (#3, #4)
- Mark Colby[注釈 10]  –  Tenor Saxophone (#5)
- Cecil Dorsett  –  Steel Drums (#2, #8)
- Chuei Yoshikawa  –  Mandolin (#1)
- Nanako Sato  –  Vocal Accompaniment (#6)
- Miami Chamber Orchestra (#1)
- Miami Strings Ensemble (#2, #9)
- Miami Brass Ensemble (#8)
- Yukihiro Takahashi & Ryuichi Sakamoto Appears Through the Courtesy Yellow Magic Orchestra/Alfa Records.
- Nanako Sato Appears Through the Courtesy of Nippon Columbia Co.

## 発売履歴
| 形態 | 発売日         | レーベル                   | 品番       | アートワーク | 解説                                | リマスタリング | 初出/再発 | 備考                              |
| ---- | -------------- | -------------------------- | ---------- | ------------ | ----------------------------------- | -------------- | --------- | --------------------------------- |
| LP   | 1979年10月25日 | ワーナー・パイオニア       | K-10019W   | 奥村靫正     | 今野雄二                            | なし           | 初出      | A式ジャケット                     |
| LP   | 1983年09月21日 | CBS/SONY                   | 28AH1651   | 奥村靫正     | 今野雄二                            | なし           | 再発      | E式ジャケット 真空パッケージ      |
| CT   | 1979年10月25日 | ワーナー・パイオニア       | LKF-5032   | 奥村靫正     | なし                                | なし           | 初出      | ドルビーシステム仕様              |
| CT   | 1983年09月21日 | CBS/SONY                   | 28KH1357   | 奥村靫正     | なし                                | なし           | 再発      | ドルビーシステム仕様              |
| CD   | 1988年04月06日 | EASTWORLD                  | CT32-5164  | 金子國義     | なし                                | 加藤和彦       | 初出      | デジタル・リミックス              |
| CD   | 2004年10月20日 | オーマガトキ (卸販売：CME) | OMCA-1032  | 奥村靫正     | 今野雄二/岩本晃市郎/加藤和彦        | 加藤和彦       | 再発      | デジタル・リミックス/紙ジャケット |
| CD   | 2014年03月20日 | リットーミュージック       | RMKS-005   | 奥村靫正     | 今野雄二/折田育造/牧村憲一/大川正義 | 大川正義       | 再発      | ボーナストラック2曲/CD付き書籍    |
| CD   | 2015年05月20日 | 日本コロムビア             | COCP-39094 | 奥村靫正     | 今野雄二/立川直樹                   | 大川正義       | 再発      |                                   |